# So sind die Männer
So sind die Männer (Der kleine Napoleon) ist eine 1922 entstandene deutsche Kostümstummfilmkomödie von Georg Jacoby mit Harry Liedtke, Paul Heidemann und Egon von Hagen als Kaiser Napoleon I. in den Hauptrollen. Die zur Drehzeit 20-jährige Marlene Dietrich gab hier mit einer Nebenrolle ihr Filmdebüt.

## Handlung
Auf dem Höhepunkt von Napoleons Schreckens- und Gewaltherrschaft über Europa, 1807, ernennt der französische Kaiser seinen glücklosen und talentfreien jüngsten Bruder, Jérôme, infolge des Zwangsfrieden von Tilsit zum neuen Herrscher des Königreich Westphalen. Der Tunichtgut Jérôme orientiert sich rasch am Wesen des erfolgsverwöhnten Bruders und begründet in Kassel auf Schloss Wilhelmshöhe einen prachtentfaltenden Hofstaat. In der Umgebung des Schlosses, seiner herrlichen Parkanlagen und den hübschen Wasserspielen, vertändelt er seine Zeit mit ausgelassenen Gartenfesten. Der Freiherr von Katzenellenbogen, dessen Polizeiministers, lässt seinen Haushalt von seiner Nichte Charlotte, die in der Gastwirtstochter Annemarie eine Milchschwester besitzt, führen. Auf einem Jagdausflug lernt Annemarie durch Zufall Georg von Melsungen kennen, der als Kurier Napoleons an den Hof Jérômes entsandt wurde. Georg bezieht Quartier im Haus Katzenellenbogens, und zwischen ihm und Charlotte beginnt es rasch zu knistern. Beide verlieben sich ineinander und heiraten schließlich.
Da aber auch Jérôme grundsätzlich ein Auge auf schöne Frauen wie Charlotte wirft, hat Georgs Gattin alle Hände voll zu tun, den König von Napoleons Gnaden auf Abstand zu halten. Um sich Jérômes Nachstellungen zu erwehren und sie einem seiner Befehle nicht Folge geleistet hat, entflieht Charlotte auf das Landgut Wolfshagen ihres Onkels. Georg legt daraufhin die Uniform Postillons Florian an und begibt sich in seine Stadtwohnung, findet dort aber seine entfleuchte Gattin Charlotte nicht an. Daraufhin eilt er ins Theater, im Glauben, Charlotte in der Loge des Königs anzutreffen. Doch auch hier ist sie nicht. Immer stärker kocht die Eifersucht in Georg hoch, denn einst hatte er mit ansehen müssen, dass der König seiner Gattin einen goldenen Schlüssel überreichte, der nicht den Zugang zu seiner Theaterloge, sondern zu den aller Palasträume ermöglicht. Die eingeweihte Annemarie, die mittlerweile der Balletttruppe des Königs angehört, erzählt Georg von den ihr bekannte Zusammenhängen. König Jérôme, der noch immer Charlottes Rock nachjagt, hat derweil herausgefunden, wohin Charlotte entfleucht ist. Sofort stellt er ihr bis nach Gut Wolfshagen nach, doch Charlotte ist schlauer und entflieht erneut, diesmal im Gewand eines Bauernmädchens. Im Wald trifft Charlotte endlich auf ihren im forschen Ritt entgegenkommenden Gatten Georg, und das Ehepaar ist endlich wieder vereint. Georg stellt wenig später den König von Westphalen zur Rede, der daraufhin den Kurier des Kaisers kurzerhand in den Kerker der Löwenburg werfen lässt. Dort trifft Georg auf den Postillon Florian, dessen Kostümierung er einst ausgeborgt hatte. Beide werden von Annemarie mit dem goldenen Schlüssel aus ihrer Zelle befreit. Als Jérôme sie erneut verhaften lassen will, erscheint Kaiser Napoleon und bringt seinen Bruder Tunichtgut zur Räson. Georg und Charlotte sowie Florian und Annemarie haben nun endlich die Gelegenheit, ungestört ihr Liebesglück auszuleben.

## Produktionsnotizen
Die Dreharbeiten fanden von Juni bis November 1922 auf Schloss Wilhelmshöhe in Kassel sowie in den Efa-Ateliers in Berlin statt. Die Uraufführung fand am 29. November 1923 in Berlins Marmorhaus statt.
Martin Jacoby-Boy entwarf die Filmbauten, ihm arbeiteten bei der Ausführung die Kollegen Fritz Maurischat und Erich Grave zu.

## Wissenswertes
Für den Architekten, Designer, Zeichner und Filmarchitekten Martin Jacoby-Boy sollte dies sein letzter Einsatz für den Film sein. Nach seiner erneut umfangreichen Arbeit am Indischen Grabmal von Joe May, für den er bereits die gewaltigen Filmbauten zu Die Herrin der Welt geschaffen hatte, ließ sich Jacoby-Boy für So sind die Männer noch einmal zum Film zurückholen. Als Begründung gab er zu Beginn der Dreharbeiten im Film-Kurier an: „Man fragt mich, warum ich, nach meinen Erfolgen ‚Herrin der Welt‘ und ‚Indisches Grabmal‘, nach meiner mehrjährigen Zusammenarbeit mit Joe May, so gänzlich von der Bildfläche verschwunden bin, und ob ich gar die Absicht hätte, dem Film Valet zu sagen. (…) Nach mehrmonatiger Pause, welche ich intensiv zu wissenschaftlichen Studien benutzte, komme ich erst heute dazu, meine eigentliche Tätigkeit, und zwar mit Georg Jacoby, zu beginnen. (…) Die Zeit des Empire, ihre charakteristischen Sitten, ihre kleidsame Tracht, ihre klassischen Intérieurs, geben reichlich Gelegenheit, den Stil der Zeit, den eigentümlichen Timbre dieser Epoche dem Beschauer zu suggerieren.“

## Kritiken
„Wenn man etwas an diesem amüsanten Kostümbilde auszusetzen hat, so trifft es die Fabel, die recht wenig in unsere Zeit paßt, und den Titel, dessen neckische Süßlichkeit von schlechtem Geschmack zeugt. (…) Die Handlung des Films ist nicht straff gehalten, sondern in ein Mosaik humoristischer, sogar grotesker Szenen zerlegt, die einer Anzahl von Filmkomikern Gelegenheit geben, sich von der besten Seite zu zeigen. Neben Liedtke, der ja mit Vorliebe in scherzhaften Episoden glänzt, sind Paul Heidemann, der flotte Operettentenor, der nur zu sehr nach Soloszenen geizt, Kurt Fuß mit kabarettartiger Gewandtheit und Jacob Tiedtke mit der humoristischen Beweglichkeit seines kugelrunden Körpers zu erwähnen, der die Lacher immer auf seiner Seite hat. Die schöne Alice Hechy, die bisher nicht auf Erfolge beim Film zurückblicken kann, kommt in diesem Bilde sehr vorteilhaft heraus.“
„Georg Jacobys Regie geht vom amerikanischen Standpunkt aus und versucht, in Anpassung an den deutschen Geschmack, hieraus eine neue Regierichtlinie zu ziehen. Es ist ihm wieder einmal nicht ganz geglückt, aber immerhin doch so, daß man seine Art wieder freudig begrüßt und ruhig seinen neuen Experimenten entgegensieht. Bildlich wird sehr viel Gutes geboten, finden sich Einzelheiten von geradezu außerordentlicher Bildwirkung, von einer Feinheit der technischen Behandlung, die sehr lobenswert ist. Ein Unterhaltungsfilm, der geschickt Handlungen miteinander verknüpft und auch zu unterhalten versteht. Die Abwechslung zwischen Spielszenen und Landschaftsaufnahmen sind sehr wirkungsvoll. Gelegentlich ist das Tempo der Handlung etwas schleppend, eine kleine Eintönigkeit macht sich bemerkbar, aber im großen und ganzen ist der Film sehr amüsant und von ausgezeichneter Publikumswirkung.“
„(…) Doch brauchen wir ja hier nicht über die historische Gerechtigkeit zu wachen, sondern nur festzustellen, ob der Film, in dessen Mittelpunkt Georg Jacoby eine Anekdote aus dem Leben des ‚Königs Lustik‘ gestellt hat, gut ist oder nicht, d. h. ob er seinen Zweck erfüllt, in angenehmer Weise zu unterhalten; und das tut er zweifellos, wenn man von einigen Längen des Manuskripts, die sich übrigens unschwer ausmerzen ließen, absieht. (…) Besonders hübsch an diesem Werk sind Jacoby-Boys ausgezeichnete Bauten und Kostüm-Entwürfe, die in Verbindung mit Georg Jacoby’s Regie Stil und Stimmung des Empire aufs Glücklichste zu treffen wußten. In der Darstellung bewährte sich Liedtke in der Rolle einer jener liebenswürdigen Schwerenöter, die seinem Typ besonders gut liegen; etwas matt war dagegen Antonia Dietrich in der Rolle seiner Frau. Ausgezeichnet dafür aber Alice Hechy und Jacob Tiedtke, und auch Paul Heidemann wußte sich mit der Rolle des ‚Herkules von Wilhelmshöh‘ gut abzufinden. – Photographisch steht der Film durchaus über Durchschnitt. Besonders gut gelungen einige hübsche Landschaftsbilder aus der Kasseler Gegend.“
„Warum ließ uns die ‚unhistorische Komödie‘ (im Marmorhaus) merkwürdig kühl? Weil sie nicht den Zusammenhang mit unserem lebendigen Zeitgefühl sucht. Nirgends bieten sich Anknüpfungspunkte, die uns in eine innere Beziehung setzen zu den Dingen und Menschen, die auf der Leinwand vorübergleiten. Um so mehr hätte durch einen der Zeit gemäßen Stil in Ausstattung und Darstellung der notwendige Ausgleich geschaffen werden müssen. Gewiß, vor ein, zwei Jahren hätten uns diese flimmernde Farbenpracht, diese tändelnden Schäferspiele mit all dem Zubehör des historischen Ausstattungsfilms noch entzückt; jetzt aber ist das Auge, das Filme wie ‚Schatten‘, ‚Scherben‘ (und zuletzt ‚Die Straße‘) gesehen hat, diesen Dingen völlig entfremdet. (…) Interesse haben diese Begebenheit im Film nur da, wo in der Darstellung das Allgemein-Menschliche zu höchster Betonung kommt. Etwa bei Jacob Tiedtke und Paul Biensfeldt, die ihre Gestalten mit fein andeutendem Humor überkleiden.“